# Com2uS
Com2uS Corporation é uma empresa coreana de desenvolvimento e publicação de jogos e software de entretenimento para plataformas móveis. A empresa foi fundada em julho de 1998, sendo a primeira empresa do ramo na Coreia do Sul, e desde então lidera a distribuição de jogos para plataformas móveis no seu país de origem. A sua sede principal fica localizada em Seul, Coreia do Sul. Também possui escritórios em 40 países na Ásia, Europa e América do Norte, como Pequim (China), Bangalore (Índia), Los Angeles (EUA) e em Londres (Reino Unido).